# 고인덕
고인덕(高仁德, 1887년 11월 3일~1926년 12월 21일)은 한국의 독립운동가이다.

## 생애
1918년 11월, 독립운동을 하기 위해서 만주로 건너간 그는 1919년에 3·1 운동이 일어나자 의열단의 김원봉, 이종암 등과의 밀의해 상하이에서 구입한 폭탄을 휴대하고 고향인 밀양으로 돌아와 최경학에게 폭약과 폭탄제조기를 줘 1920년 12월 27일에 밀양경찰서 파괴공작을 지원했다.
해당 사건 연루자로서 구속된 그는 출옥 후에도 의열단 동지들과 연락하며 새 작전을 준비하던 도중에 일경에게 발각되어 구속된 후 옥중에서 사망했다.